# Gilda Musa
Gilda Musa (Forlimpopoli, 1926 – Milánó, 1999. február 26.) olasz írónő, költőnő, esszéíró és fordító. Tudományos-fantasztikus művek szerzője.

## Élete
Romeo Musa favágó lányaként Olaszország Emilia-Romagna régiójában született. Heidelbergben német filológiát tanult, doktori fokozatát Milánóban szerezte. Számos cikket írt a város napilapjaiba, illetve a helyi rádióba. Több kötetet publikált, első megjelent könyve az Il porto quieto volt, 1953-ban. Férjével Inìsero Cremaschival –  aki író és kiadó volt – közösen két tudományos-fantasztikus regényt és több novellát írt. 
Legismertebb munkája a Giungla domestica (1975) című regény, amely német nyelven is megjelent. A mű intelligens növényekről szól, amelyeket egy, az Appenninekben elszigetelten élő, Constanze nevű botanikus nemesített ki. Amikor Constanzét meggyilkolják, Musa a gyilkosság okának a növények bosszúját nevezi meg. Magyar nyelven a Galaktika és a Csillagok cigánylánya (1988) című, a kortárs olasz tudományos-fantasztikus irodalmat bemutató antológia közölte néhány írását.

## Művei

### Költészet
- Il porto quieto (1953)
- Morte di volo (1957)
- Poesia tedesca del dopoguerra (1958)
- Le armi (1959)
- Amici e nemici (1961)
- Gli onori della cronaca: 1961–1962 (1964)
- La notte artificiale (1965)
- Lettere senza francobollo (1972)

### Regények
- Le grotte di Marte (Inìsero Cremaschival, 1974)
- Giungla domestica (1975)
  - németül: Der häusliche Dschungel. Übersetzt von Hilde Linnert. Heyne SF&F #4098, 1984, ISBN 3-453-31058-6
- Dossier extraterrestri (Inìsero Cremaschival, 1978)
- Fondazione «Id» (1981)
- L’arma invisibile (1982)

### Antológiái
- Strategie (1968)
- Esperimento donna (1979)
- La farfalla sul soffitto (1988)
- Festa sull’asteroide (1972)

### Novellák, elbeszélések
- L’unico abitabile (1963)
- Memoria totale (1963)
- Max (1964)
- Trenta colonne di zeri (1964)
- Esperimento donna (Su Libria: sesso senza amore, Terrestrizzazione címen is, 1964)
- Racconto a sei mani (Anna Rinonapolival és Inìsero Cremaschival, 1964)
- Amanti della scienza (1968)
- Più o meno una macchina (1968)
- I traditori (1968)
- Tempi diversi (1972)
- Abhorrens (1972)
- Festa sull’asteroide (1972)
- Alla ricerca dei Likiani (1973)
- Gli uomini del garage (Inìsero Cremaschival, 1975)
- Mascherature parallele (Marinella super, Una in grigio, una in rosa címen is, 1976)
- Girotondo con il cadavere (1976)
- Pirati spaziali (1977)
- Il museo dei figli della Terra (Gli ex-bambini címen is, 1978)
- Visto dall’alto, da lontano (1978)
- Ultimo quarto di luna sul mare (1979)
- Davanti a una siepe di more (1979)
- Archeologia vivente (1979)
- L’invito (1979)
- Proprietà privata (1979)
- Memorie di una nave (1980)
- Il castello, la fattoria, le macerie (1980)
- Creature prodigio (1983)
- Non andare sull’isola (1986)
- La farfalla sul soffitto (1988)
- La pianista azzurra (1988)
- Oltre il promontorio (1988)
- Il colore della colpa (1988)
- Avventura nel verde (1988)
- Silvano e la luna (1988)
- Musica perduta (1988)
- Lui e l’altro (1988)
- Villaggio di montagna sotto la neve (1988)
- Velia nelle dodici zone (1988)
- L’uomo che c’era e non c’era (1992)

## Magyarul megjelent művei
- Földiesítés (novella, Galaktika 6., 1973)
- Egy hajó emlékei (novella, A csillagok cigánylánya című antológia, 1988)
- Zuhanás a semmibe (novella, Galaktika 112., 1990)
- Max (novella, Galaktika 114., 1990)

## Külső hivatkozások
- Gilda Musa oldala a fantasticienza.com-on
- Gilda Musa oldala az ISFDB oldalán
- Nekrológja a fantasticienza.com-on
- Nekrológja a Corriere della Sera című lapban

## Fordítás
- Ez a szócikk részben vagy egészben  a   Gilda Musa című német Wikipédia-szócikk ezen változatának fordításán alapul.  Az eredeti cikk szerkesztőit annak laptörténete sorolja fel. Ez a jelzés csupán a megfogalmazás eredetét és a szerzői jogokat jelzi, nem szolgál a cikkben szereplő információk forrásmegjelöléseként.